# Литин (Винницкая область)
Ли́тин (укр. Літин, пол. Lityn) — посёлок в Винницком районе Винницкой области Украины.

## Географическое положение
Находится на реке Згар.

## История
- Основан в 1431 году под именем слободы «Литын», упоминается в грамоте литовского князя Свидригайла, когда эти земли стали собственностью «брацлавского землянина» О. Кмита.
- В 1566 году повышено до староства.
- В 1578 году стало королевским, получило магдебургское право.
- В 1614 году Литин был уничтожен пожаром.
- В 1631 году был построен замок.

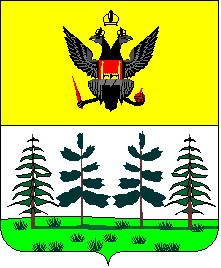
Герб Литина времён Российской империи

- В 1797 году Литин сделан уездным городом Литинского уезда Подольской губернии Российской империи.
- В 1896 году жителей было 11 162 (5 433 мжч., 5 729 жнщ.): иудеев — 5 040, православных — 3 846, раскольников — 1 135 (поповцев — 385, беспоповцев — 750), католиков — 880, протестантов — 162, проч. исповеданий — 99. Дворян — 410, духовного сословия — 49, почетных граждан и купцов — 686, мещан — 8 977, крестьян — 545, военного сословия — 371, прочих сословий — 124. Православных церквей — 3, костел — 1, раскольничьих молитвенных домов — 2, синагог и еврейских молитвенных домов — 4. Жилых домов — 930, из них каменных — 12. Среди раскольников распространено приготовление саней. 2-классное городское мужское училище и 1 женское училище с приготовительными при них классами и рукодельным женским классом. Имелась больница, аптека, 1 мукомольня, 2 кирпичных завода и 1 кожевенный. Есть автостанция.

В ходе Великой Отечественной войны в 1941—1944 гг. селение было оккупировано немецкими войсками.
В 1973 году здесь действовали плодоконсервный завод, маслодельный завод, кирпичный завод и хлебокомбинат.
В январе 1989 года численность населения составляла 7142 человека.
В мае 1995 года Кабинет министров Украины утвердил решение о приватизации находившихся здесь АТП-10545, райсельхозтехники, райсельхозхимии, в июле 1995 года было утверждено решение о приватизации маслозавода.
По состоянию на 1 января 2013 года численность населения составляла 6719 человек.

## Старообрядческая община
Город (сейчас пгт) с начала XVIII века является местом компактного проживания старообрядцев. По состоянию на 1864 год в Литине проживало 5194 человека, из которых 725 были старообрядцами. К началу XX века в городе существовало две общины старообрядцев: беспоповская поморская и поповская белокриницкая; действовало два старообрядческих храма и два старообрядческих кладбища (второе кладбище было открыто в 1899 году, после заполнения первого). В 1904 году значительная часть беспоповцев перешла в единоверие.
По состоянию на 2008 год численность старообрядцев оценивалась в 200 человек, все из которых были поморами. Действует поморская часовня.

## Известные люди
Родились:
- Давид Соломонович Бертье — украинский советский скрипач, дирижёр, педагог.
- Генерал-майор Владимир Григорьевич Харжевский (1892—1981), военачальник Белого Движения, Дроздовская дивизия, в последние годы жизни начальник Русского общевоинского союза.
- Степан Иванович Слободянюк-Подолян — советский украинский живописец.

Умерли:
- Адам Идзковский (1798—1879) — польский архитектор и теоретик архитектуры, поэт.